# Parque nacional de Wolin
El parque nacional de Wolin (en polaco: Woliński Park Narodowy) es uno de los 23 parques nacionales de Polonia, situado en la isla de Wolin, en la laguna de Szczecin, en el extremo noroeste del país, en el oeste del voivodato de Pomerania Occidental. Se estableció el 3 de marzo de 1960 y cubre un área de 109,37 kilómetros cuadrados. El Parque tiene su sede en la ciudad de Międzyzdroje.
El parque contiene una diversidad de especies de flora y fauna. Entre sus atractivos están los acantilados de Gosan y Kawcza Góra, y un santuario del bisonte europeo.